# اندرسون سیلوا
اندرسون دا سیلوا (به انگلیسی: Anderson da Silva) (زادهٔ ۱۴ آوریل ۱۹۷۵ در سائو پائولو) مبارز ترکیبی و بوکسور اهل برزیل است که از بهترین مبارزان تاریخ هنرهای رزمی ترکیبی به شمار می‌رود. سیلوا قهرمان پیشین یواف‌سی است که به مدت ۲۴۵۷ روز عنوان قهرمانی خود را حفظ و ۱۱ بار از کمربند قهرمانی خود دفاع کرد که برترین رکورد دفاع از عنوان قهرمانی در تاریخ مسابقات هنرهای رزمی ترکیبی است.
از فیلم‌ها یا برنامه‌های تلویزیونی که در آن نقش داشته می‌توان به ان‌سی‌آی‌اس: لس آنجلس اشاره کرد.